# Mac Gréine
Mac Gréine ([mak 'gʲrʲeːnʲe], „Sohn der Sonne“; auch Téthor) ist eine Sagenfigur aus der keltischen Mythologie Irlands. Er gehört zum Volk der Túatha Dé Danann und gilt als einer der legendenhaften Hochkönige Irlands.

## Mythologie
Mac Gréines Vater Cermait ist im Lebor Gabála Érenn („Das Buch der Landnahmen Irlands“) der Sohn des Dagda. Mac Gréine und seine Brüder Mac Cuill und Mac Cécht, in einer anderen Variante auch Téthor, Séthor und Céthor – waren alle drei Könige Irlands. Im Lebor Gabála Érenn werden die drei Schwestern Ériu, Banba und Fótla mit den drei Brüdern – Mac Gréine (mit Ériu), Mac Cuill (mit Banba) und Mac Cécht (mit Fótla) – verheiratet. Damit wurden die Tuatha Dé Danann das legitime Herrschergeschlecht der Insel. In der Variante des Lebor Gabála Érenn heirateten die Brüder Tethor, Sethor und Cethor die drei Schwestern. In beiden Lesarten sind die Brüder bis zur Ankunft der Milesier die gemeinsamen Herrscher über Irland. Sie fallen in der Entscheidungsschlacht der Túatha Dé Danann mit den Milesiern um die Vorherrschaft auf der Insel.